# Discestra cinnamomina
Discestra cinnamomina är en fjärilsart som beskrevs av Rothschild 1913. Discestra cinnamomina ingår i släktet Discestra och familjen nattflyn. Inga underarter finns listade i Catalogue of Life.